# Toni Lydman
Toni Petteri Lydman (Lahti, 25 settembre 1977) è un ex hockeista su ghiaccio finlandese che ha giocato come difensore nella National Hockey League.

## Carriera
Lydman fu scelto dai Calgary Flames al quarto giro, in 89ª posizione assoluta, all'NHL Entry Draft 1996. Iniziò la propria carriera in patria, nella SM-liiga, vestendo le maglie del Tappara di Tampere e dell'HIFK di Helsinki prima di esordire in NHL con i Flames nella stagione 2000-01.
Dal punto di vista realizzativo la stagione migliore fu quella 2001-02, quando mise a segno 28 punti frutto di 6 reti e di 22 assist. Nella stagione 2002-03 Lydman guidò la difesa di Calgary per punti conquistati, 26, senza riportare alcun infortunio lungo l'intera annata.
L'anno successivo Calgary riuscì a raggiungere la finale della Stanley Cup del 2004, tuttavia Lydman fu costretto a perdere i playoff a causa di un infortunio.
Durante il lockout che portò alla cancellazione dell'intera stagione 2004-05, Lydman scelse di ritornare ad Helsinki per un breve periodo con l'HIFK.
Il 25 agosto 2005 Lydman fu ceduto da Calgary ai Buffalo Sabres in cambio di una scelta al terzo giro del NHL Entry Draft 2006, John Armstrong. Con i Sabres giunse per due anni consecutivi alla finale della Eastern Conference.
Il 1º luglio 2010 da unrestricted free agent firmò un contratto triennale con gli Anaheim Ducks dal valore di 9 milioni di dollari. Tuttavia il suo debutto con i Ducks fu rimandato fino alla metà di ottobre a causa di alcuni problemi legati alla diplopia. Dopo tre stagioni nell'estate del 2013 Lydman decise di ritirarsi dall'attività agonistica.

## Palmarès

### Nazionale
- Campionato europeo di hockey su ghiaccio Under-18: 1

Germania 1995

### Individuale
- Miglior difensore della SM-liiga: 1

1999-2000
- SM-liiga All-Star Team: 1

1999-2000